# Saroma (jezioro)
Saroma (jap. サロマ湖 Saroma-ko) – lagunowe jezioro mezotroficzne na wyspie Hokkaido w Japonii. Co do wielkości jest trzecim jeziorem w Japonii i największym na wyspie Hokkaido. 
Jezioro znajduje się na terenie parku narodowego Abashiri. 
Najważniejsze miasta leżące w pobliżu tego zbiornika wodnego to: Saroma, Kitami, Yūbetsu.